# بدهی خارجی
بدهی خارجی، بدهی ناخالص یک کشور است که ساکنان آن کشور به افراد غیر مقیم آن کشور بدهکار هستند. بدهکاران می‌توانند جزئی از دولت‌ها، شرکت‌ها یا شهروندان و یا حتی مسئولین باشند. بدهی خارجی می‌تواند به شکلارز داخلی یا خارجی یا هردو باشد که شامل مبالغ بدهی به بانک‌های تجاری خصوصی، دولت‌های خارجی، یا مؤسسات مالی بین‌المللی مانند صندوق بین‌المللی پول و بانک جهانی هستند.
بدهی خارجی تعهدات اقتصاد برای پرداخت‌های آتی را اندازه‌گیری می‌کند و بنابراین شاخصی از آسیب‌پذیری کشور در برابر مشکلات پرداخت بدهی و نقدینگی است. شاخص مفید دیگر، وضعیت خالص بدهی خارجی است. این شاخص برابر با بدهی ناخالص خارجی منهای دارایی‌های خارجی، در قالب ابزار بدهی است.
در سال ۲۰۲۲ کشور آمریکا بیش‌ترین بدهی خارجی را بین کشورها داشت و بعد از آن، کشورهای انگلستان، نروژ، فرانسه، آلمان و هلند به ترتیب بیشترین بدهی خارجی را داشتند.

## تعریف
بر اساس آمار بدهی خارجی صندوق بین‌المللی پول : راهنمای تدوین‌کنندگان و کاربران، «بدهی خارجی ناخالص»، در هر زمان معین، مبلغ معوقه آن بدهی‌های واقعی جاری و نه احتمالی است که نیاز به پرداخت های اصل و یا بهره توسط بدهکار در مقطعی در آینده و آن‌هایی که ساکنان یک اقتصاد به افراد غیر مقیم بدهکار هستند."
صندوق بین‌المللی پول، عناصر مهم را به صورت زیر تعریف می‌کند:
بدهی‌های جاری معوق و واقعی
بدهی‌های بدهی شامل معوقه‌های اصلی و بهره است.

اصل و بهره
هنگامی که هزینه وام به صورت دوره‌ای پرداخت می‌شود، همان‌طور که معمولاً اتفاق می‌افتد، به عنوان پرداخت بهره شناخته می‌شود. تمام پرداخت‌های دیگر با ارزش اقتصادی توسط بدهکار به طلبکار که باعث کاهش اصل مبلغ معوقه می‌شود به‌عنوان پرداخت اصلی شناخته می‌شود. با این حال، تعریف بدهی خارجی بین پرداخت‌های اصلی، پرداخت بهره یا پرداخت برای هر دو تفاوتی قائل نمی‌شود. همچنین، این تعریف مشخص نمی‌کند که زمان پرداخت‌های آتی اصل و یا بهره برای طبقه‌بندی بدهی به عنوان بدهی باید مشخص باشد.
اقامتگاه
برای واجد شرایط شدن به عنوان بدهی خارجی، بدهی‌های بدهی باید به وسیله یک مقیم به غیر مقیم بدهکار باشد. محل سکونت بر اساس جایی که بدهکار و طلبکار مراکز منافع اقتصادی خود را دارند — معمولاً، جایی که در آن قرار دارند — و نه تابعیت آن‌ها تعیین می‌شود.
جاری و غیر احتمالی
بدهی‌های احتمالی در تعریف بدهی خارجی لحاظ نشده‌است. این‌ها به عنوان ترتیباتی تعریف می‌شوند که تحت آن یک یا چند شرط قبل از انجام یک معامله مالی باید برآورده شوند. با این حال، از دیدگاه درک آسیب‌پذیری، علاقه‌ی تحلیلی به تأثیر بالقوه‌ی بدهی‌های احتمالی بر اقتصاد و بخش‌های نهادی خاص، مانند دولت، وجود دارد.
به‌طور کلی بدهی‌های خارجی به چهار دسته‌ی زیر تقسیم می‌شود:
(۱) بدهی عمومی و تضمین شده عمومی.
(۲) اعتبارات خصوصی غیر تضمینی.
(۳) سپرده‌های بانک مرکزی.
(۴) وام به صندوق بین‌المللی پول.
با این حال، آمار دقیق از کشوری به کشور دیگر متفاوت است. به عنوان مثال، در حالی‌که مصر این طبقه‌بندی چهار بند را حفظ می‌کند، در هند در هفت بند طبقه‌بندی می‌شود:
الف) چند جانبه
ب) دو طرفه
ج) وام‌های صندوق بین‌المللی پول
د) اعتبار تجاری
(ه) وام‌های تجاری
(و) سپرده‌های هندی غیرمقیم و افراد با منشأ هندی
(ز) بدهی روپیه
(ح) بدهی NPR

## پایداری بدهی خارجی

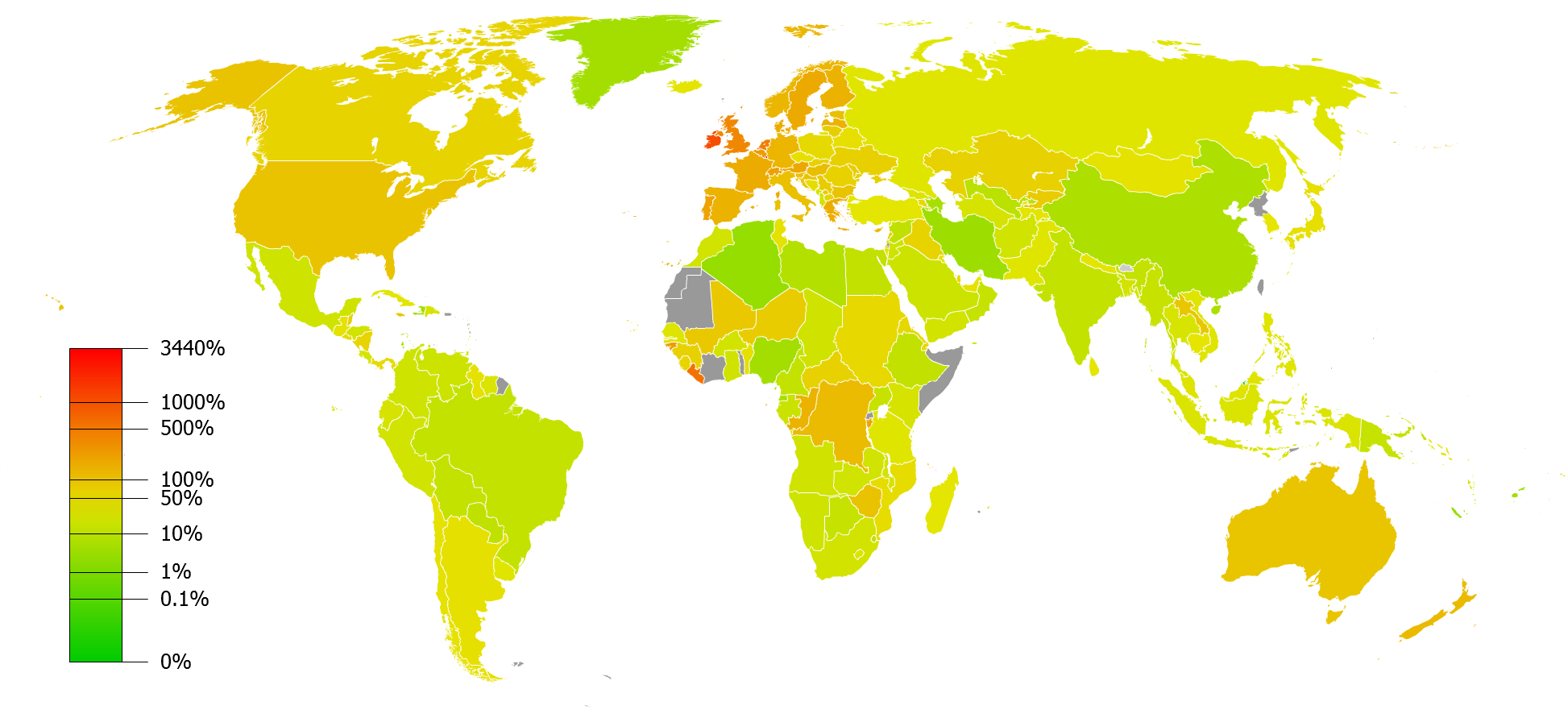
نقشه کشورها بر اساس بدهی خارجی به عنوان درصد تولید ناخالص داخلی

کل خدمات بدهی به عنوان درصد صادرات کالا، خدمات و درآمد اولیه در سال 1396.

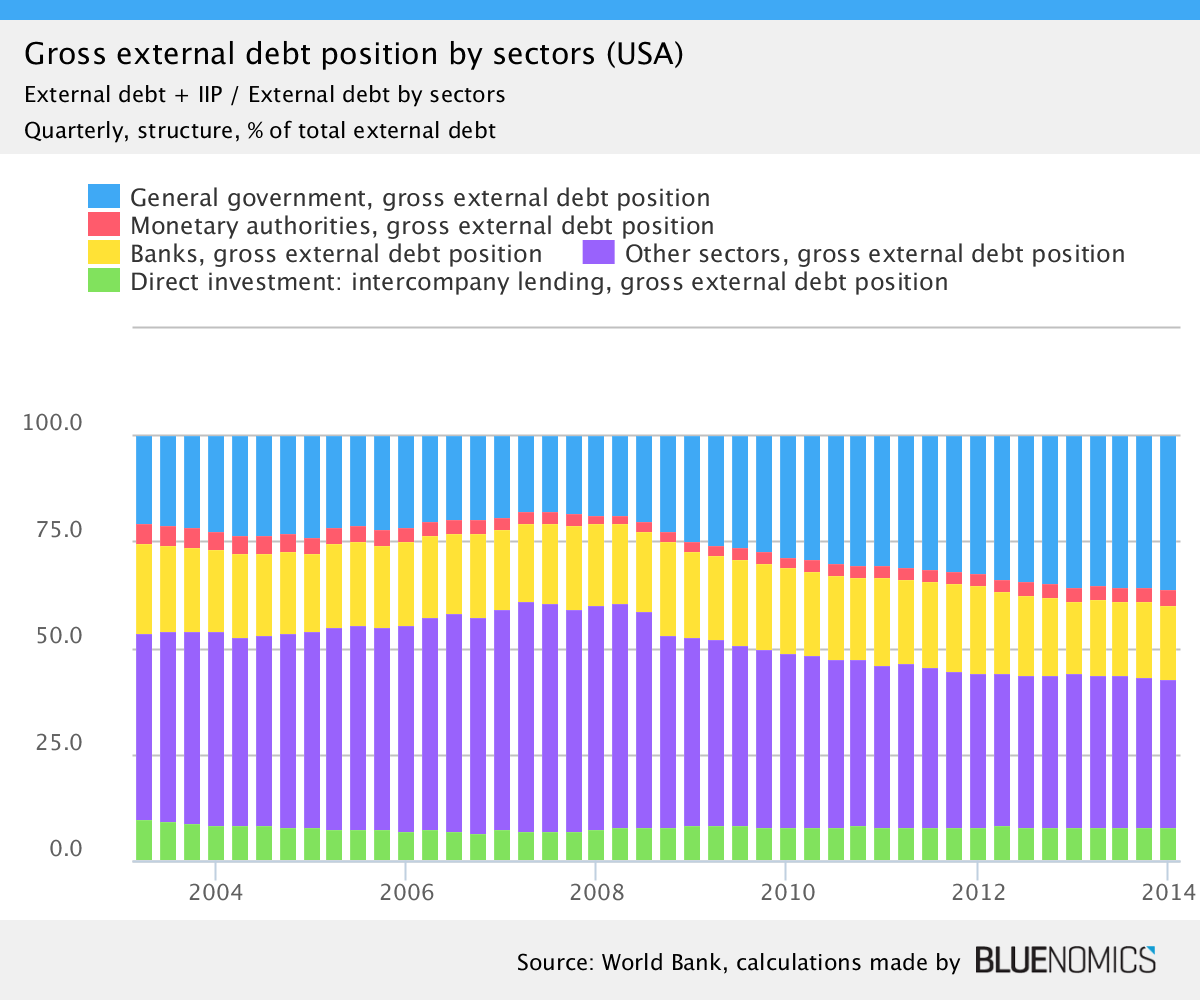
سهم بدهی‌های خارجی ناخالص ایالات متحده توسط بدهکاران.

بدهی پایدار سطحی از بدهی است که به یک کشور بدهکار اجازه می‌دهد تا تعهدات خدمات بدهی فعلی و آتی خود را بدون توسل به کاهش بیشتر بدهی یا زمان‌بندی مجدد، اجتناب از انباشت بدهی‌های معوقه به‌طور کامل انجام دهد، در حالی که سطح قابل قبولی از رشد اقتصادی را فراهم می‌کند.
بانک جهانی و صندوق بین‌المللی پول معتقدند که «می‌توان گفت که کشوری به پایداری بدهی خارجی دست می‌یابد که بتواند تعهدات بدهی خارجی فعلی و آتی خود را به‌طور کامل، بدون توسل به زمان‌بندی مجدد بدهی یا انباشت بدهی‌های معوقه و بدون به خطر انداختن رشد، برآورده کند». به گفته این دو نهاد، «کاهش ارزش فعلی خالص (NPV) بدهی عمومی خارجی به حدود ۱۵۰ درصد صادرات یک کشور یا ۲۵۰ درصد درآمد یک کشور» به حذف این «موانع حیاتی برای پایداری بدهی‌های بلندمدت» کمک می‌کند.
اعتقاد بر این است که بدهی خارجی بالا برای اقتصاد مضر است.

### شاخص‌ها
شاخص‌های مختلفی برای تعیین سطح پایدار بدهی خارجی وجود دارد. در حالی که هر کدام مزیت و ویژگی خاص خود را برای مقابله با موقعیت‌های خاص دارند، در میان اقتصاددانان نظر واحدی در مورد یک شاخص وجود ندارد. این شاخص‌ها در درجه اول ماهیت نسبت‌ها دارند - یعنی مقایسه بین دو سر و رابطه با آن‌ها و بنابراین سیاست‌گذاران را در مدیریت بدهی خارجی‌شان تسهیل می‌کند.
نمونه‌هایی از شاخص‌های بار بدهی عبارتند از؛
(الف) نسبت بدهی به تولید ناخالص داخلی،
(ب) نسبت بدهی خارجی به صادرات،
(ج) نسبت بدهی دولت به درآمد مالی جاری و غیره.
شاخص‌های نهایی آینده‌نگر تر هستند، زیرا نشان می‌دهند که با توجه به موجودی فعلی داده‌ها و متوسط نرخ بهره، بار بدهی چگونه در طول زمان تغییر می‌کند. نسبت‌های پویا نشان می‌دهند که چگونه نسبت بدهی به بار در صورت عدم بازپرداخت یا پرداخت‌های جدید تغییر می‌کند، که این نشان‌دهنده ثبات بار بدهی است. نمونه ای از نسبت پویا، نسبت متوسط نرخ بهره بدهی‌های معوق به نرخ رشد تولید ناخالص داخلی اسمی است.

## یادداشت
1. 1 2  International Monetary Fund. "External Debt Statistics: Guide for Compilers and Users".
2. ↑  "External Position of the Egyptian Economy, Fiscal Year 2011/12" بایگانی‌شده  در ۲۰۱۵-۱۰-۲۹ توسط Wayback Machine, Central Bank of Egypt Quarterly, Volume No. 38
3. ↑  "Total debt service (% of exports of goods, services and primary income)". Our World in Data. Retrieved 7 March 2020.
4. ↑  "Bluenomics". Archived from the original on 17 November 2014. Retrieved 7 March 2020.
5. ↑  UNCTAD/UNDP, 1996
6. ↑  Page 4 in "The Challenge of Maintaining Long-term External Debt Sustainability", World Bank and International Monetary Fund, April 2001, ii +48 pp.
7. ↑  Bivens, L. Josh (14 December 2004). "US external debt obligations" (PDF). Debt and the dollar. Economic Policy Institute. p. 2. Archived from the original (PDF) on 2004-12-17. Retrieved 2007-07-08.
8. ↑  "Part III. Use of External Debt Statistics", pp. 169-183 in IMF "External Debt Statistics. Guide for Compilers and Users.
2 IMF, 2003.
9. ↑  “Sri Lanka: Borrowing Capacity Assessment” بایگانی‌شده  در ۲۰۰۶-۱۱-۰۳ توسط Wayback Machine, Asian Development Bank, South Asia Department, Nov. 2003, iv + 30 pp.
10. ↑  Berensmann, Kathrin “How to ensure debt sustainability beyond the HIPC-Initiative?” بایگانی‌شده  در ۲۰۱۲-۰۳-۲۷ توسط Wayback Machine, Informal hearings of civil society on financing for development, UN Headquarters, 22 March 2004, 6 pp.
11. ↑  Chandrasekhar, C.P. and Ghosh, Jayati "The Crisis of State Government Debt" بایگانی‌شده  در ۲۰۰۶-۱۱-۱۴ توسط Wayback Machine, Macroscan, May 25, 2005